# Barbula capillipes
Barbula capillipes är en bladmossart som beskrevs av Brotherus 1895. Barbula capillipes ingår i släktet neonmossor, och familjen Pottiaceae. Inga underarter finns listade i Catalogue of Life.